# Abinadabe
Abinadabe ou Abnadabe, no hebraico, significa " pai da generosidade", nome dado a várias pessoas na Bíblia.
1. Um dos sete filhos de Jessé, que era pai de Davi, e um dos três que seguiram a Saul contra os filisteus (I Samuel 17:13).
2. Era também um dos filhos de Saul que foi morto na batalha de Gilboa contra os filisteus. (I Sam.31:2;I Crônicas 8:33; 9:39; 10:2).
3. Nome de um levita de Quiriate-Jearim, em cuja casa foi depositada a arca da aliança que fora devolvida pelos filisteus. A arca foi entregue aos cuidados de seu filho Eleazar permanecendo ali por vinte anos, até que Davi a removeu dali em cerca de 1030 A.C.(I Sam. 7:1,2; II Sam. 6:3, 4 I Crô. 13:7).
4. Era o nome também de um dos doze oficiais nomeados por Salomão para providenciar alimentos, alternadamente, para o rei e sua corte (I Reis 5:1,2), em cerca de 1170 A.C. (esta ultima data deve estar equivocada, pois se Davi removeu a arca da casa de Abinadabe em 1030 A.C., um dos primeiros atos de seu reinado, como em cerca de 1170 A.C. (140 anos antes) o filho de Davi, Salomão, poderia estar vivo e reinando?